# Pasighat
Pasighat är en stad i den indiska delstaten Arunachal Pradesh, och är huvudort för distriktet East Siang. Folkmängden uppgick till 24 656 invånare vid folkräkningen 2011, vilket gör den till delstatens tredje största stad.